# Quiero ser (I want to be...)
Quiero ser (I want to be...) est un film mexicain réalisé par Florian Gallenberger et sorti en 2000.
Le film a remporté l'Oscar du meilleur court métrage en prises de vues réelles en 2001.

## Fiche technique
- Réalisation et scénario : Florian Gallenberger
- Production : CineCam GmbH, Hochschule für Fernsehen und Film München
- Lieu de tournage : Mexico
- Langue : espagnol
- Image : Jürgen Jürges
- Montage : Hansjörg Weißbrich
- Durée : 35 minutes
- Date de sortie : 2000

## Distribution
- Emilio Perez : Juan enfant
- Fernando Pena Cuevas : Jorge enfant
- Chaco : Chaco
- Mario Zaragoza : Juan
- Luis Escutia : Jorge
- Maricela Olguin

## Nominations et récompenses
- 2001 : Oscar du meilleur court métrage en prises de vues réelles[1].